# فرودگاه بلافتن
فرودگاه بلافتن (به انگلیسی: Bluffton Airport) یک فرودگاه همگانی بهره‌برداری هوایی است که یک باند فرود آسفالت دارد و طول باند آن ۱۲۵۸ متر است. این فرودگاه در کشور ایالات متحده آمریکا قرار دارد و در ارتفاع ۲۵۹ متری از سطح دریا واقع شده‌است.